# Norrbomia triglabra
Norrbomia triglabra är en tvåvingeart som beskrevs av Marshall och Allen L.Norrbom 1992. Norrbomia triglabra ingår i släktet Norrbomia och familjen hoppflugor.
Artens utbredningsområde är Kentucky. Inga underarter finns listade i Catalogue of Life.